# Montperreux
Montperreux ist eine französische Gemeinde mit 933 Einwohnern (Stand: 1. Januar 2022) im Département Doubs in der Region Bourgogne-Franche-Comté.

## Geographie
Montperreux liegt auf 1000 m über dem Meeresspiegel, etwa neun Kilometer südlich der Stadt Pontarlier (Luftlinie). Das Dorf erstreckt sich im Jura, im Haut-Doubs, auf einer Verebnungsfläche an aussichtsreicher Lage rund 150 m über dem Ostufer des Lac de Saint-Point, am Hang des Höhenrückens von Montperreux. 
Die Fläche des 11,61 km² großen Gemeindegebiets umfasst einen Abschnitt des französischen Juras. Die westliche Grenze verläuft entlang dem meist relativ flachen Ufer des Lac de Saint-Point und reicht vom leicht in den See vorgeschobenen Schwemmkegel des mit der Source Bleue entspringenden Baches bis fast zum Ausfluss des Doubs. Vom Seeufer erstreckt sich das Gemeindeareal ostwärts über die Geländeterrassen von Chaudron und Montperreux bis auf die angrenzende, überwiegend bewaldete, teils auch mit Weideland bestandene Antiklinale von Montperreux. Auf dem Montezan wird mit 1112 m die höchste Erhebung von Montperreux erreicht. Die östliche Abgrenzung bildet das enge Tal der Fontaine Ronde (La Combe), das einer wichtigen Verwerfungslinie quer durch den Jura folgt.
Zu Montperreux gehören neben dem eigentlichen Ort auch mehrere Weiler und Einzelhöfe, darunter:
- Chaon (885 m) am Hang nordöstlich des Lac de Saint-Point
- Chaudron (897 m) auf einer Geländeterrasse über dem Ostufer des Lac de Saint-Point

Nachbargemeinden von Montperreux sind Oye-et-Pallet im Norden, La Cluse-et-Mijoux und Les Hôpitaux-Vieux im Osten, Touillon-et-Loutelet und Malbuisson im Süden sowie Saint-Point-Lac und Les Grangettes im Westen.

## Geschichte
Montperreux gehörte im Mittelalter zur Herrschaft von Pontarlier. Zusammen mit der Franche-Comté gelangte das Dorf mit dem Frieden von Nimwegen 1678 an Frankreich. Zu einer Gebietsveränderung kam es 1856, als der Hauptteil des Gemeindebodens von Chaudron der Gemeinde Montperreux zugeteilt wurde. Mit der Eröffnung der Trambahn, die von Pontarlier via Mouthe nach Foncine-le-Haut verkehrte, wurde Montperreux im Jahr 1900 an den öffentlichen Verkehr angeschlossen. Der Betrieb der Linie wurde nach dem Zweiten Weltkrieg eingestellt. Heute ist Montperreux Mitglied des Gemeindeverbandes Lacs et Montagnes du Haut-Doubs.

## Sehenswürdigkeiten

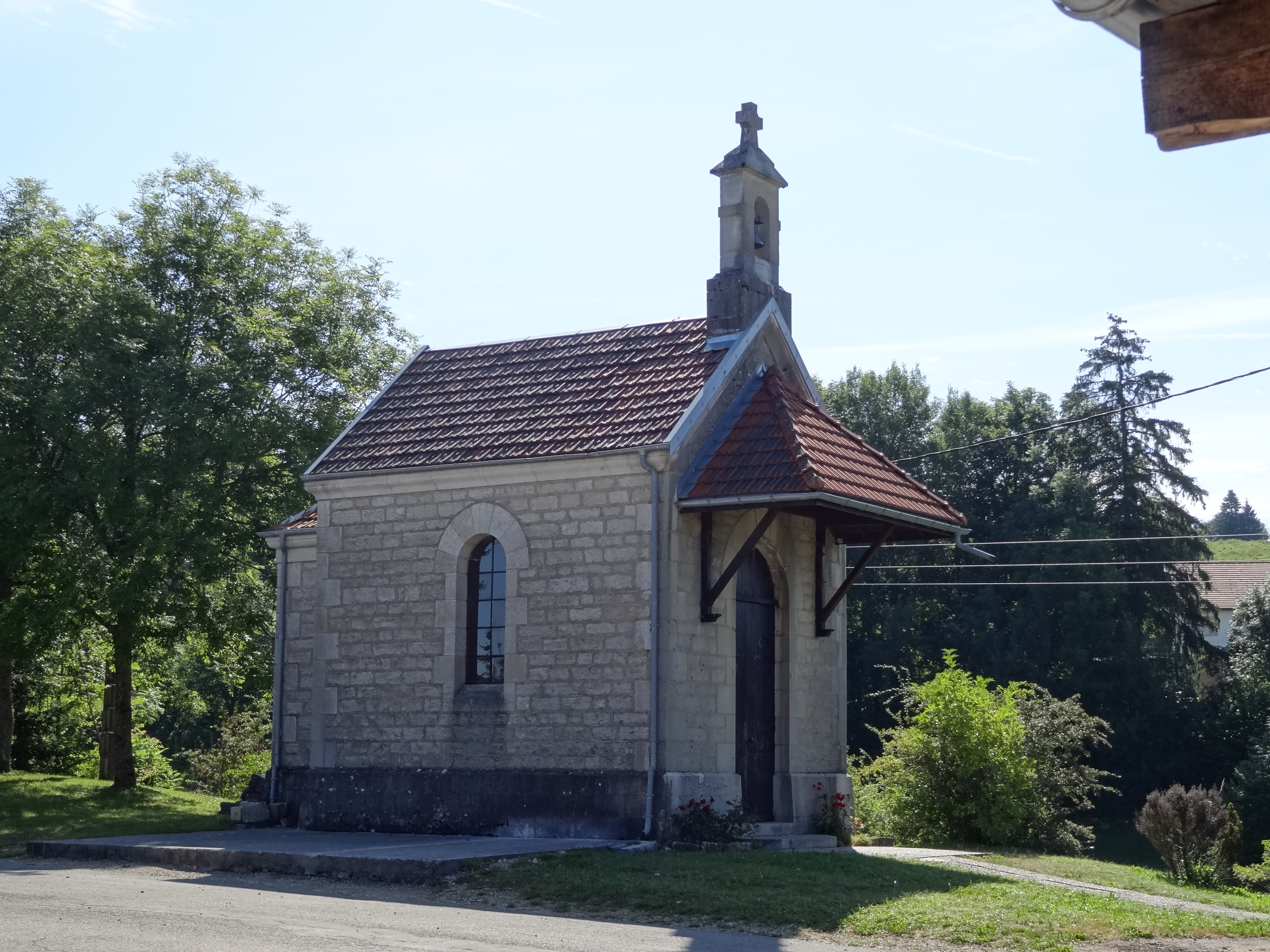
Kapelle aus dem 15. Jahrhundert

Die Dorfkirche wurde Mitte des 18. Jahrhunderts erbaut. Eine Kapelle aus dem 15. Jahrhundert befindet sich am nördlichen Ortsrand. Zu den Natursehenswürdigkeiten gehören neben dem Lac de Saint-Point auch die Quellen Source Bleue und Fontaine Ronde. Letztere befindet sich in der gleichnamigen Combe am östlichen Rand des Gemeindebodens.

## Bevölkerung
| Jahr                       | 1962 | 1968 | 1975 | 1982 | 1990 | 1999 | 2006 | 2016 |
| Einwohner                  | 192  | 201  | 215  | 251  | 422  | 605  | 747  | 847  |
| Quellen: Cassini und INSEE |      |      |      |      |      |      |      |      |

Mit 933 Einwohnern (1. Januar 2022) gehört Montperreux zu den kleinen Gemeinden des Départements Doubs. Nachdem die Einwohnerzahl in der ersten Hälfte des 20. Jahrhunderts deutlich abgenommen hatte (1896 wurden noch 404 Personen gezählt), wurde seit Beginn der 1970er Jahre dank der attraktiven Wohnlage wieder ein markantes Bevölkerungswachstum verzeichnet. Seither hat sich die Einwohnerzahl fast vervierfacht.

## Wirtschaft und Infrastruktur
Montperreux war lange Zeit ein vorwiegend durch die Landwirtschaft, insbesondere Milchwirtschaft und Viehzucht, sowie durch die Forstwirtschaft geprägtes Dorf. Daneben gibt es heute einige Betriebe des lokalen Kleingewerbes. Mittlerweile hat sich das Dorf auch zu einer Wohngemeinde gewandelt. Viele Erwerbstätige sind Wegpendler, die in den größeren Ortschaften der Umgebung ihrer Arbeit nachgehen.
Als Erholungsort in einem beliebten Ausflugsgebiet im Hochjura profitiert Montperreux heute auch vom Tourismus. Die Gemeinde ist sowohl auf den Sommertourismus (Wassersport, Fischen, Wandern, Velofahren) als auch auf den Wintertourismus (insbesondere Skilanglauf) ausgerichtet.
Die Ortschaft ist verkehrstechnisch recht gut erschlossen. Sie liegt oberhalb der Departementsstraße D437, die von Pontarlier nach Mouthe führt. Eine weitere Straßenverbindung besteht mit der Hauptstraße N57 in der Combe de la Fontaine Ronde.